# دندان گوشت‌بری

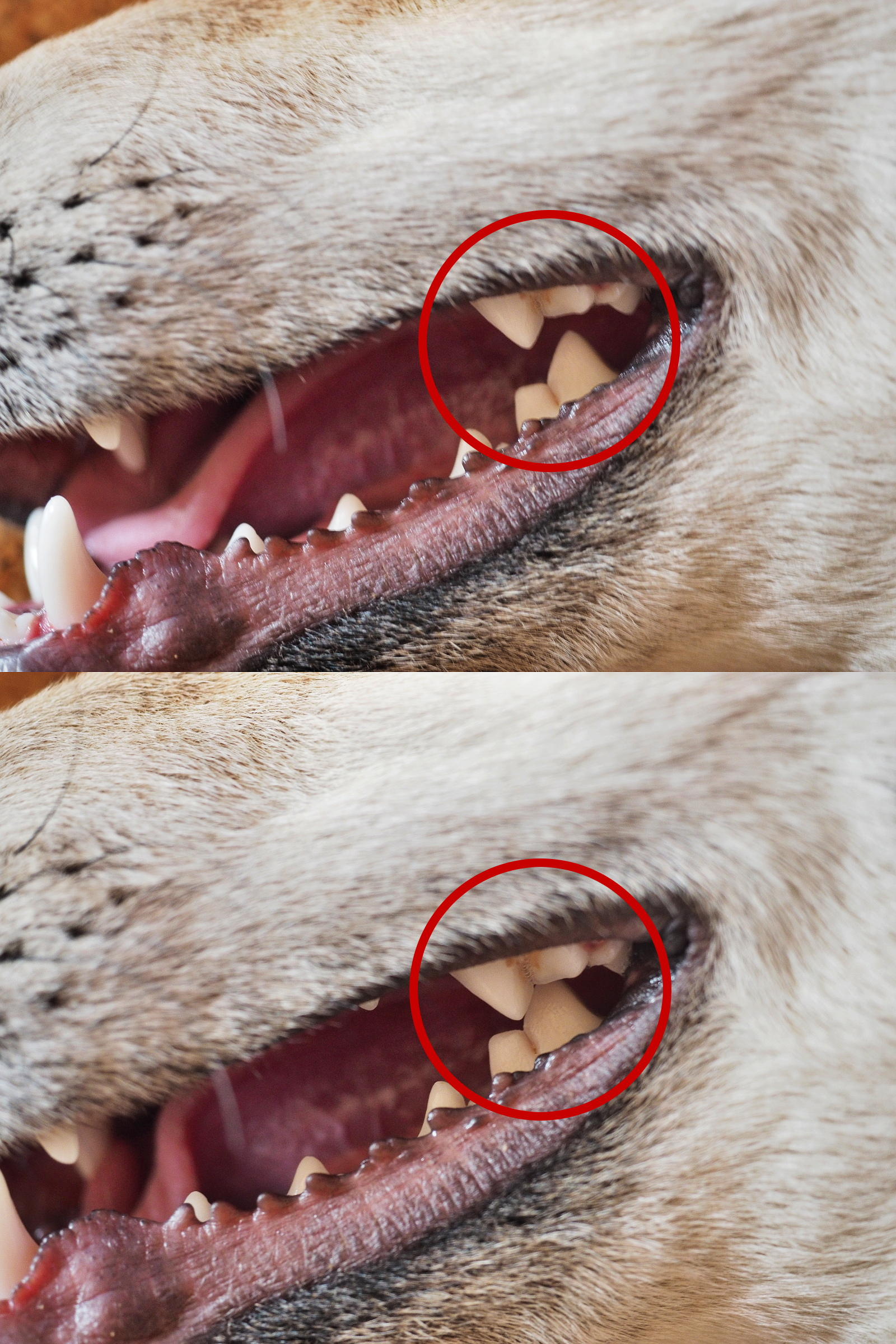
دندان‌های گوشت‌بری یک سگ

دندان‌های گوشت‌بُری (به انگلیسی: Carnassials)، جفت دندان‌های بالا و پایین به گونه‌ای اصلاح شده‌اند که اجازه می‌دهد بزرگ شده و اغلب با لبه‌های خود تیزشونده به صورت برشی از کنار یکدیگر عبور کنند. این سازگاری در گوشتخوارسانان یافت می‌شود، جایی که دندان‌های گوشت‌بری (کارناسیال‌ها) چهارمین دندان آسیای کوچک فوقانی اصلاح شده و نخستین دندان آسیای بزرگ پایینی هستند، با این حال ممکن است در میان خانواده‌ها متفاوت باشد. به این دندان‌ها، دندان‌های برنده (Sectorial) نیز گفته می‌شود.

## آرایه‌شناسی
نام گوشت‌خوار (carnivoran) به هر یک از اعضای راسته گوشت‌خوارسانان (Carnivora) گفته می‌شود. گوشتخواران دارای چینش معمولی از دندان‌ها به نام دندان‌های گوشت‌بری (کارناسیال) هستند که در آن نخستین دندان آسیای بزرگ پایینی و آخرین دندان آسیای کوچک فوقانی دارای تاجهای تیغه‌مانندی هستند که شبیه یک جفت قیچی برای برش گوشت عمل می‌کنند. این آرایش دندانی، با سازگاری در طول ۶۰ میلیون سال گذشته برای رژیم‌های غذایی متشکل از گوشت، برای خرد کردن پوشش گیاهی، یا برای از دست دادن عملکرد بدنی به‌طور کلی، مانند فوک‌ها، شیرهای دریایی، و گرازهای دریایی اصلاح شده‌است.

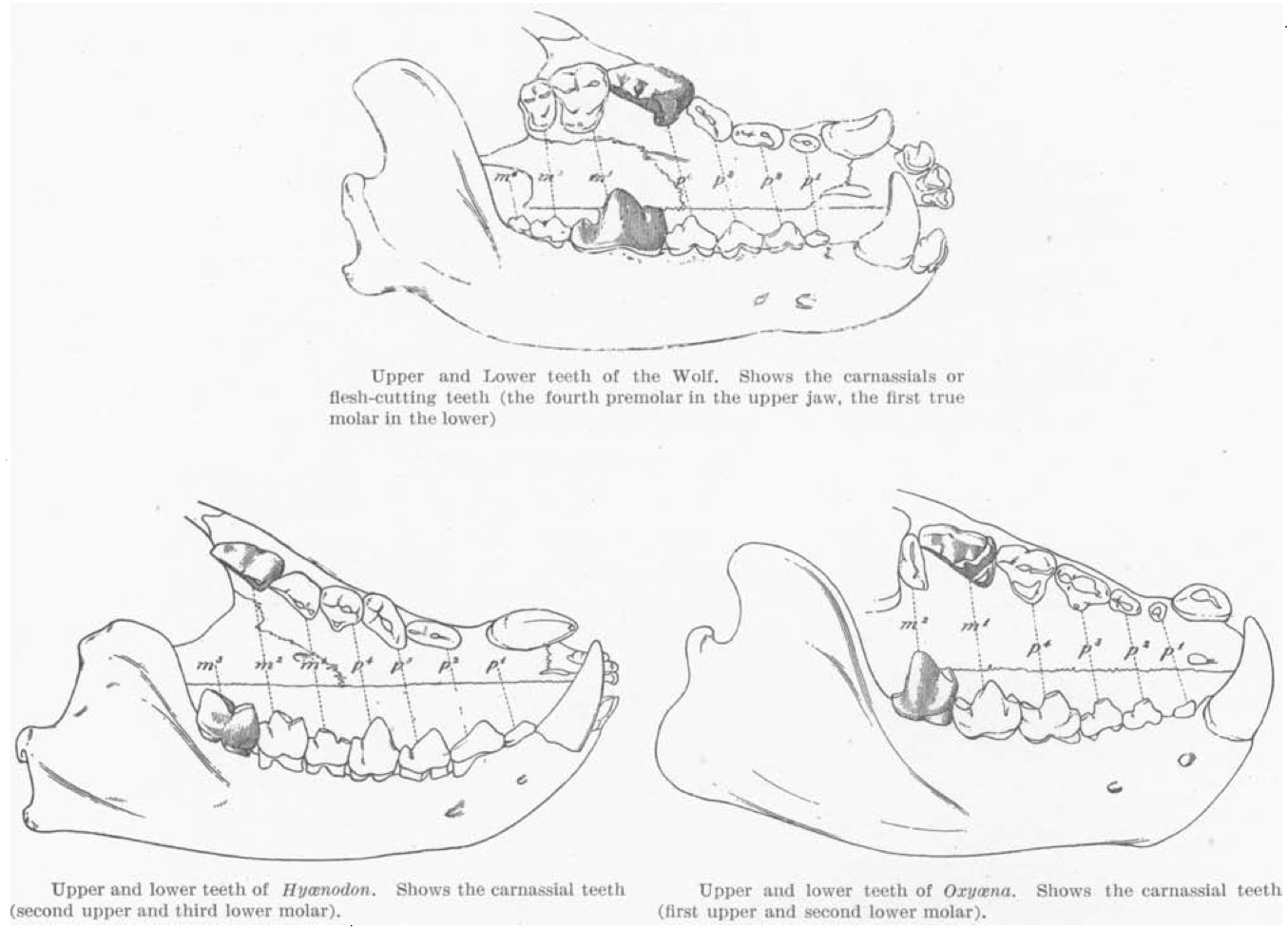
مقایسه دندان‌های گوشت‌بری (کارناسیال) گرگ و کفتارنما (هیانودنتید) و تیزکفتاران (اکسینید) نمادین

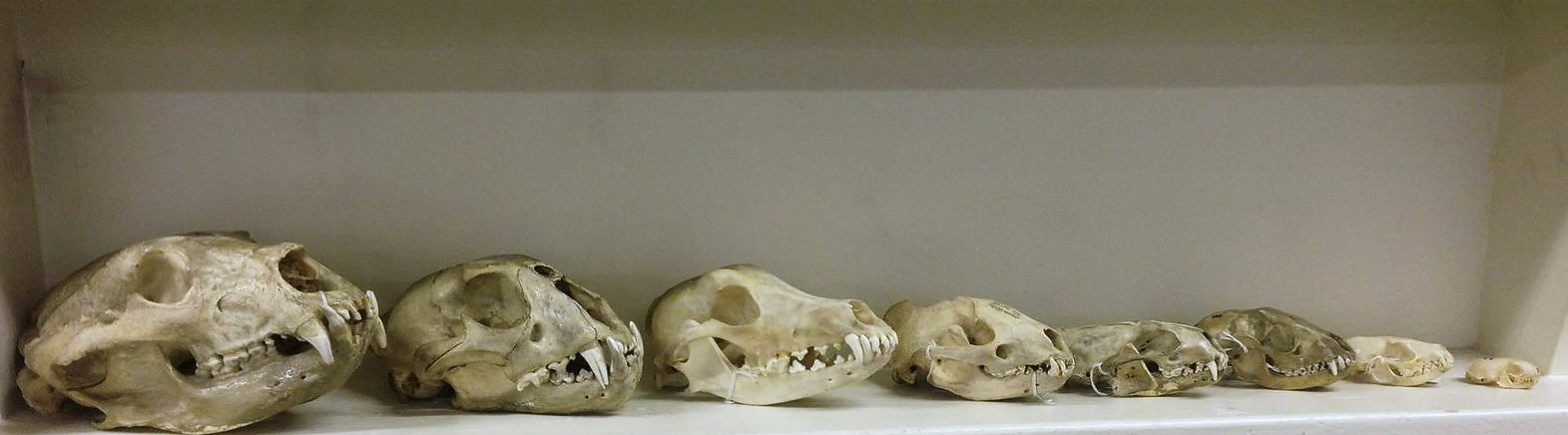
مقایسه اندازه و شکل دندان‌های کارناسیال در: [A] خرس (Ursus), [B] پلنگ (Panthera), [C] سگ (Canis), [D] گورکن (Meles), [E] سمور (Lutra)), [F] راکون (Procyon), [G] خدنگ (Herpestes), [H] راسو (Mustela). عکس گرفته شده در امپریال کالج لندن.